# Гостивель
Гостивель (бел. Гасцівель) — деревня в Заспенском сельсовете Речицкого района Гомельской области Белоруссии.

## География

### Расположение
В 16 км на юг от районного центра и железнодорожной станции Речица (на линии Гомель — Калинковичи), 66 км от Гомеля.

## Транспортная сеть
Транспортные связи по просёлочной, затем автомобильной дороге Лоев — Речица. Планировка состоит из прямолинейной улицы, ориентированной с юго-востока на северо-запад и застроенной двусторонне деревянными усадьбами.

## История
По письменным источникам известна с XVIII века как селение в Речицком повете Минского воеводства Великого княжества Литовского. После 2-го раздела Речи Посполитой (1793 год) в составе Российской империи. В 1811 году деревня, владение Шишковых. В 1879 году обозначена в Свиридовичском церковном приходе. Кроме земледелия жители занимались изготовлением колёс. В 1908 году в Заспенской волости Речицкого уезда Минской губернии.
В 1920-30-х годах 2 деревни: Старый Гостивель и Новый Гостивель. В конце 1930-х годах деревни были объединены. В 1930 году организован колхоз. Во время Великой Отечественной войны в ноябре 1943 года оккупанты сожгли 12 дворов. 32 жителя погибли на фронте. Согласно переписи 1959 года в составе колхоза имени С. М. Кирова (центр — деревня Свиридовичи).
До 31 октября 2006 года в составе Свиридовичского сельсовете.

## Население

### Численность
- 2004 год — 30 хозяйств, 48 жителей.

### Динамика
- 1834 год — 16 дворов.
- 1850 год — 20 дворов.
- 1897 год — 45 дворов, 305 жителей (согласно переписи).
- 1908 год — 390 жителей.
- 1930 год — в Старом Гостивеле — 25 дворов, 129 жителей, в Новом Гостивеле — 24 двора, 116 жителей.
- 1940 год — 62 двора, 258 жителей.
- 1959 год — 276 жителей (согласно переписи).
- 2004 год — 30 хозяйств, 48 жителей.